# Wuerhosaurus
Deși apogeul stegosauridelor a fost în perioada de sfârșit a jurasicului, cam acum 160-144 de milioane de ani, unii reprezentanți ai acestei grupe au fost datați după această perioadă. Wuerhosaurus a fost unul dintre aceștia, trăind cam acum 140-130 de milioane de ani. Era aproape tot atât de mare ca Stegosaurus, dar provine dintr-o regiune diferită, estul Asiei, în loc de America de Nord. Cele două regiuni au fost legate prin poduri de pământ în diverse perioade. Principalele rămășițe de Wuerhosaurus, probabil provenind de la mai multe exemplare, dar puține la număr, sunt cunoscute din regiunea Wuerho din China, iar denumirea le-a fost dată în 1973 de către Dong Zhiming, un proeminent expert în fosile chinez. La Wuerhosaurus, plăcile de pe spate erau probabil mai joase și mai puțin ascuțite, având o formă mai vag pentagonală decât cele de la Stegosaurus. De asemenea, corpul era probabil mai scurt. Marea deosebire dintre picioarele din față și cele din spate era însă similara, așa că șoldurile se aflau de două ori mai sus decât umerii. Astfel, capul putea atinge cu ușurință îi naturalețe solul, cu un efort foarte mic, comparativ cu alți dinozauri erbivori, care depuneau efort să se aplece, folosindu-și puterea musculara și echilibrul, pentru a se hrăni cu vegetația care creștea la nivelul solului. Alte teorii sugerează că șoldurile imense și late, împreuna cu picioarele din spate, îi permiteau lui Wuerhosaurus și celorlalte stegosauride să se ridice pe picioarele din spate, ridicându-și partea din față a corpului, mai mic și relativ mai ușor, eventual pentru a paște vegetația mai înaltă. Dar flexibilitatea limitata a diverselor articulații-pelviene, ale spatelui și ale gâtului-ca și dinții mici și firavi par să nu susțină această idee.                                                   sursa: „Totul despre dinozauri” de Steve Parker